# 李鶴年 (清朝)
李鹤年（1827年—1890年），字子和，号雲樵，奉天义州（今义县）人。清朝政治人物，进士出身。

## 生平
李鹤年为道光二十四年甲辰科举人，二十五年（1845年）进士，由翰林院编修改御史，转给事中。因父丧停职。守丧结束后，受命前往河南办理军务。同治元年（1862年），任常镇通海道，代理河南按察使，调直隶布政使。同治四年（1865年），擢湖北巡抚，又调河南巡抚。同治五年八月（1866年9月），賴文光部東捻與張宗禹部西捻在開封沖破沙河及賈魯河防線，大敗李鶴年軍。捻軍过陈留，躍進山東。经过多年追剿，平定捻军。同治十年（1871年），擢为闽浙总督。次年，上京朝见，赐紫禁城骑马待遇。不久，代理福州将军，兼福建巡抚。光绪元年（1875年），调任河东河道总督，同时代理河南巡抚。光绪七年（1881年），正式担任河南巡抚，仍兼河督一职。光绪八年（1882年）镌刻立石，撰《朱仙镇新河记碑》，记载贾鲁河的水系构成和河道变迁。光绪十年（1884年），因事降职。光绪十三年（1887年），又代理河督，黄河再度决口，与前任河督成孚一同被发往军台效力，不久释归，赏三品衔。光绪十六年（1890年）卒。宣统元年（1909年），恢复原官。
同治四年作《僧忠亲王祠碑记》（即僧格林沁），同治九年作《重修锦州魁星楼碑记》（载《义县志》）。同治九年为《河南仓氏族谱》写序，同治十一年为尹耕雲《豫军纪略》作序。

## 家庭
- 祖父李蔚秀（字筠坞），诸生，刑部员外郎。
- 父道光十三年（1833年）癸巳科进士李维藩（道光进士）。
- 子李葆恂。
- 孙儿李放 (清朝)。